# Detlev Glanert
Detlev Glanert (* 6. September 1960 in Hamburg) ist ein deutscher Komponist.

## Biographisches
Glanert studierte u. a. bei Diether de la Motte, Hans Werner Henze sowie Oliver Knussen. Einem breiten Publikum bekannt wurde er durch seine Opern Der Spiegel des großen Kaisers (UA Mannheim 1995), die mit dem Rolf-Liebermann-Opernpreis ausgezeichnet wurde, Joseph Süß (UA Bremen 1999) und Scherz, Satire, Ironie und tiefere Bedeutung (Bayerischen Theaterpreis 2001, Uraufführung in Halle).
In Halle wurde auch seine (Kinder-)Oper Die drei Rätsel (2003) uraufgeführt. Drei frühe Kammeropern nach Texten von Thornton Wilder fasste Glanert als Triptychon Drei Wasserspiele zusammen (UA Bremen 1995). 2006 wurde in Frankfurt am Main – in einer Koproduktion mit der Oper Köln – seine Oper Caligula unter der Leitung von Markus Stenz uraufgeführt. Das Libretto stammt von Hans-Ulrich Treichel nach dem gleichnamigen Drama Albert Camus’. 2008 wurde am Theater Aachen die Kammeroper Nijinskys Tagebuch für zwei Sänger, zwei Schauspieler, zwei Tänzer und Instrumente uraufgeführt, das Libretto dazu verfasste Carolyn Sittig. 2010 fand die Uraufführung seiner Oper Das Holzschiff (Libretto von Christoph Klimke) nach dem gleichnamigen Roman von Hans Henny Jahnn im Nürnberger Staatstheater statt. Die Oper Solaris, auf ein Libretto von Reinhard Palm nach Stanisław Lems in der Zukunft spielendem philosophischen Roman, kam als Auftragswerk der Bregenzer Festspiele 2012 zur Uraufführung.
Für die Oper Oceane arbeitete der Komponist erneut mit Hans-Ulrich Treichel zusammen. Die Premiere der zweiaktigen Oper frei nach dem Novellenfragment Oceane von Parceval von Theodor Fontane fand am 28. April 2019 in der Deutschen Oper Berlin statt, Regie führte Robert Carsen, die musikalische Leitung hatte Donald Runnicles. Glanerts vorerst letztes Bühnenwerk Die Jüdin von Toledo wurde im Februar 2024 an der Dresdner Semperoper uraufgeführt.
Glanert schrieb bisher drei Sinfonien sowie zahlreiche Kammermusik- und Orchesterwerke. Die Sinfonie Nr. 3 (1996) des Komponisten war ein Auftragswerk für die BBC Proms. Die Uraufführung des Orchesterwerks Fluss ohne Ufer mit dem WDR Sinfonieorchester unter Semyon Bychkov erfolgte 2009 in der Kölner Philharmonie. Weitere orchestrale Werke wie Nocturne (2012) erklangen zum ersten Mal im Großen Saal des Konzerthauses Berlin (Konzerthausorchester Berlin / Iván Fischer) oder wie Frenesia im Concertgebouw, Amsterdam (Royal Concertgebouw Orchestra / Xian Zhang). Das für Solisten, Sprecher, zwei Chöre und großes Orchester mit Orgel vielschichtig angelegte Requiem für Hieronymus Bosch (2015–16) wurde zum Anlass des 500. Todestages des niederländischen Malers am 4. November 2016 in der Sint Janskathedraal, ’s-Hertogenbosch, uraufgeführt. Das Royal Concertgebouw Orchestra sowie das Netherlands Radio Choir wurden dabei von Markus Stenz dirigiert. Mit Andris Nelsons als Dirigenten erfolgte im Jahr 2019 die Uraufführung von Glanerts Konzert für Trompete und Orchester (2018) in Tanglewood durch das Boston Symphony Orchestra; Tom Rolfs übernahm dabei die Solo-Partie.
Glanert unterrichtete u. a. in Genua, Aspen, Montepulciano, Melbourne, Jakarta. Von 2009 bis 2011 hatte er für drei Spielzeiten die künstlerische Leitung des Cantiere Internazionale d’Arte in Montepulciano inne, wo er bereits 1989 bis 1993 als ständiger Mitarbeiter und Musikschulleiter tätig war. Als Residenz-Komponist wirkte Glanert in Mannheim, Sapporo, beim WDR Sinfonieorchester Köln sowie beim Concertgebouw Orchestra (dort Hauskomponist 2011–2017).
Detlev Glanert ist Mitglied der Freien Akademie der Künste Hamburg.

## Stil
Glanert wird als „selbstbewusster Traditionalist“ bezeichnet. Zu seinen vielfältigen Einflüssen zählen u. a. Komponisten wie Maurice Ravel und Alban Berg, Gustav Mahler und Hans Werner Henze, Richard Strauss und Wolfgang Rihm. Seine Ästhetik gründet dabei auf einer umfassenden musikalischen Geschichtskenntnis. Dementsprechend spielen in Glanerts Kompositionen traditionelle Formen und die motivische Arbeit eine große Rolle. Eine oftmals auf Romantik und Impressionismus Bezug nehmende Tonsprache beinhaltet gleichzeitig eine intensive Auseinandersetzung mit der Moderne sowie zeitgenössische Klangfarben.
In vielen seiner Werke setzt sich Glanert mit dem Schaffen der großen Komponisten kreativ auseinander, so im vom Oldenburgischen Staatsorchester in Auftrag gegebenen Orchesterwerk Weites Land – Musik mit Brahms (2013) sowie in Mahler/Skizze op. 20 (1989). Neben eigenen Kompositionen stellte Glanert auch zahlreiche Bearbeitungen her. Dabei kennzeichnend ist die Mischung aus „feinfühlige[r] Orchestration“ und weiterführenden kompositorischen Ergänzungen. Glanert gelingt es, „Tradition und Moderne publikumsfreundlich zu versöhnen“ und so eine eigene, genuine Klangsprache zu etablieren.

## Werke

### Musiktheater
- Leyla und Medjnun (1987/1988). Märchen für Musik (Libretto: Aras Ören und Peter Schneider), Uraufführung: Münchener Biennale, Kulturzentrum Gasteig, 28. Mai 1988; Neufassung 2016, Uraufführung: Ballhof Eins, Hannover, 12. Mai 2017
- Der Spiegel des großen Kaisers (1989–1993). Oper in zwei Akten (Libretto: Detlev Glanert und Ulfert Becker nach Arnold Zweig), Uraufführung: Nationaltheater Mannheim, 23. November 1995
- Drei Wasserspiele (1986–1995). Kammeropern nach den „Dreiminutenspielen“ von Thornton Wilder: Leviathan (1986); Der Engel, der das Wasser bewegte (1994); Der Engel auf dem Schiff (1995), vollständige Uraufführung: Concordia-Theater Bremen, 16. Mai 1995
- Joseph Süß (1997–1999). Oper in dreizehn Szenen (Libretto: Werner Fritsch und Uta Ackermann), Uraufführung: Theater Bremen, 13. Oktober 1999
- Scherz, Satire, Ironie und tiefere Bedeutung (1999/2000). Komische Oper frei nach Christian Dietrich Grabbe (Libretto: Jörg W. Gronius), Uraufführung: Opernhaus Halle, 2. Februar 2001
- Die drei Rätsel (2002/2003). Oper in zwei Akten für Kinder und Erwachsene (Libretto: Carlo Pasquini), Uraufführung: Opernhaus Halle, 12. Oktober 2003
- Ich bin Rita (2003). Intermezzo (Libretto: Elke Heidenreich), Uraufführung: Yakult-Halle, Oper Köln, 15. November 2003
- Caligula (2004–2006). Oper in vier Akten frei nach dem Schauspiel von Albert Camus (Libretto: Hans-Ulrich Treichel), Uraufführung: Oper Frankfurt, 7. Oktober 2006
- Nijinskys Tagebuch (2007/2008) für zwei Sänger, zwei Schauspieler, zwei Tänzer und Instrumente (Text: Carolyn Sittig nach Waslaw Nijinsky), Uraufführung: Theater Aachen,  6. April 2008
- Das Holzschiff (2008–2010). Oper in einem Akt nach dem gleichnamigen Roman von Hans Henny Jahnn (Libretto: Christoph Klimke), Uraufführung: Opernhaus Nürnberg,  9. Oktober 2010
- Solaris (2010–2012). Oper in zwei Teilen nach dem gleichnamigen Roman von Stanisław Lem (Libretto: Reinhard Palm), Uraufführung: Bregenzer Festspiele,  Festspielhaus Bregenz, 18. Juli 2012
- Die Befristeten (2013–2014). Ein interaktives Musiktheater nach dem gleichnamigen Stück von Elias Canetti, Uraufführung: Münchener Biennale, Residenztheater München, 19. Mai 2014 (Koproduktion mit Nico and the Navigators)
- Oceane (2019). Oper nach dem Novellenfragment Oceane von Parceval von Theodor Fontane (Libretto: Hans-Ulrich Treichel), Uraufführung: Deutsche Oper Berlin,  28. April 2019
- Die Jüdin von Toledo. Oper in fünf Akten frei nach Franz Grillparzer (Libretto: Hans-Ulrich Treichel), Uraufführung: Semperoper Dresden, 10. Februar 2024

### Orchester
- Sinfonie Nr. 1 (1984)
- Aufbruch (1986)
- Sinfonie Nr. 2 op. 21 (1989/90)
- Parergon zur Oper „Der Spiegel des großen Kaisers“ (1991)
- Sinfonie Nr. 3 (1996)
- Katafalk – Metamorphosen für großes Orchester (1997)
- Burleske – Kontertanz für großes Orchester (2000)
- Theatrum bestiarum – Lieder und Tänze für großes Orchester (2004–2005)
- Fluß ohne Ufer (2008)
- Drei Gesänge ohne Worte (2008/2009)
- Insomnium – Adagio für großes Orchester (2009–2010)
- Brahms-Fantasie – Heliogravure für Orchester (2011–2012)
- Nocturne (2012)
- Frenesia (2013)
- Weites Land (2013)
- Three American Preludes (2014)
- Allegro furibondo (2018)
- Idyllium (2018–2019)
- Ballàbili (2019)
- Prager Sinfonie. Lyrische Fragmente nach Franz Kafka (Sinfonie Nr. 4) (2022)

### Kammerorchester
- Nachtmusik im Sommer (1986/2001)
- Fünfzehn Karikaturen (2001), auch Neun Karikaturen
- Encore en Ut (2012) für Streicher

### Solokonzerte
- Konzert für Klavier und Orchester Nr. 1 (1994)
- Musik für Violine und Orchester (1995/1996)
- Drei Tänze (2002) nach der Oper „Scherz, Satire, Ironie und tiefere Bedeutung“, für Tuba und Orchester
- Doppelkonzert (2007) für zwei Klaviere und Orchester
- Konzert für Harfe und Orchester (2016–2017)
- Konzert für Trompete und Orchester (2018)
- Violinkonzert Nr. 2 (An die Unsterbliche Geliebte) (2019)

### Gesang und Orchester
- Die Parke (1982–1983/1988) Vier Gesänge nach Gedichten von Rainer Maria Rilke, für Sopran und Orchester
- Drei Gesänge aus „Carmen“ von Wolf Wondratschek (Sinfonie Nr. 2) (1988–1990) für Bariton und Orchester
- Mörike-Kantate (2003/2004) für Tenor, Chor und Orchester
- Megaris – Seestück mit Klage der toten Sirene (2014–2015) für Orchester und textlosen Chor
- Requiem für Hieronymus Bosch (2015–2016) nach dem lateinischen Requiem und mittelalterlicher Dichtung, für Solostimmen, Chöre und Orchester

### Ensemble
- Kammersinfonie (1985)
- Norden – Fünf Bilder für Kammerensemble (1986)
- Passacaglia aus „Leyla und Medjnun“ (1988)
- Mahler/Skizze (1989)
- Vergessenes Bild – Kammersonate Nr. 1 (1994)
- Gestalt – Kammersonate Nr. 2 (1995)
- Chaconne (1996) für Oktett
- Geheimer Raum – Kammersonate Nr. 3 (2002)
- Nächtliche Flußfahrt mit Spottlied (2008) für Blasorchester
- Concertgeblaas (2012) für Blechbläser

### Kammermusik
- Drei Stücke für Viola und Klavier (1982)
- Sonate für Violine und Klavier (1984)
- Vier Quartette (1986) für vier Kontrabässe
- Streichquartett Nr. 1 (1986)
- Serenade (1986) für Violoncello und Klavier
- Yakub iki – Zeit des Wartens (1989) für Klarinette, Violine, Violoncello und Klavier
- Paralipomena (1994) Sieben Stücke zu einem Märchen von Novalis, für Gitarre
- Kleine Kuttel-Daddeldu-Musik (1997) für Jahrmarktsorgel
- Fünf Chansons für Bläserquintett (Bläserquintett Nr. 1 für Flöte, Oboe, Klarinette, Fagott und Horn) (1997)
- Fünf Wüstenlieder (1999) für Violoncello
- Drei Stücke für Klarinette und Klavier (2003)
- Pas de quatre (Streichquartett Nr. 2) (2006)
- Déjà vu (Bläserquintett Nr. 2) (2006)
- Noctambule (2008) für Klarinette, Klavier und Streichquartett
- Elysion (2013) für Klavierquartett
- Drei Lieder nach Gedichten von Christoph Klimke – No.1 Schatten schlafen (2014) für Stimme und Klavier
- Stille (2018) für Bariton, Klavier, Perkussion und Streichquartett

### Klaviermusik
- Vier Fantasien für Klavier (1987)
- Lied für Klavier (1994) Paraphrase über Motive aus dem Konzert für Klavier und Orchester
- Lied im Berg (2000) für Klavier
- Enigmatische Landschaft (2001) für zwei Klaviere
- Lied im Meer (2002) für Klavier
- Tanzende Landschaft (2002) für zwei Klaviere

### Vokalmusik
- Drei Sonette (1991) nach Gedichten von Wolf Wondratschek, für Bariton und Gitarre (oder Klavier)
- Vier Graffiti-Lieder (1991) für Sopran und Ensemble (Text: anonym)
- Contemplated by a Portrait of a Divine (1992) Kantate nach einem Gedicht von Jo Shapcott, für Sopran und fünf Instrumente
- Kolbe-Lieder (1998) Drei Lieder nach Gedichten von Uwe Kolbe, für Sopran und Klavier
- Zwei Flüsse und ein Wind (2001) Drei Lieder nach Gedichten von Diether de la Motte, für Sopran und Klavier
- Orlando furioso (2005) Fünfzehn Lieder für Countertenor und Gitarre (oder Klavier) (Text: Margareth Obexer, Angela di Ciriaco-Sussdorff)
- Gesang des Achill (2006) für Bariton solo (Text: Heinrich von Kleist)
- Wintersonnenwende (2010) Lieder zwischen den Gezeiten, für Mezzosopran und Klavier (Text: Sabine Bergk)

### Chor
- Miserere (1996) für gemischten Chor a cappella (Text: Wolf Wondratschek)
- Singet leise (2004) für Kinderchor und Blechbläser (oder Klavier) (Text: Clemens Brentano)
- Dichterfrühling (2008) für Damenchor a cappella (Text: Joseph von Eichendorff)

### Bearbeitungen
Heinrich Isaak
- Argentum et Aurum, Konzertante Messe für Orchester (2004)

Domenico Scarlatti
- Tre Sonate di Domenico Scarlatti, für Bläser und Klavier 4-händig (2007)

Franz Schubert
- Einsamkeit (D 620) (1818) arr. für Stimme und Orchester (2009)
- Jahreszeiten: Viola (D 786); Waldesnacht (D 709); Das Lied im Grünen (D 917) arr. für Stimme und Orchester (2008/2012)

Michail Glinka
- Variationen über ein Thema von Mozart (1822/1827) arr. für Flöte und kleines Orchester (2013)

Johannes Brahms
- Variationen über ein Thema von Schumann op. 9 (1854) arr. für gemischtes Oktett (1996)
- Vier Klavierstücke op. 119 (1892) arr. für gemischtes Oktett (1997)
- Vier Präludien und Ernste Gesänge (2004/2005) – Neukonzeption mit Hinzufügung von Vorspielen/Nachspiel und Orchestration für Bassbariton und Orchester (nach op. 121)
- Walzer op. 39 (1865) arr. für Violine und Klavier
- Vier Choralvorspiele aus op. 122: 1. „Mein Jesu, der du mich“; 9. „Herzlich tut mich verlangen“; 3. „O Welt, ich muss dich lassen“; 7, „O Gott, du frommer Gott“, für Orchester (2016)

Robert Schumann
- Geistervariationen (1854) – Bearbeitung für Streichquintett, Klavier und Schlagwerk als künstlerische Überschreibung der Schumann’schen Klavierkomposition; Auftragskomposition des WDR zum „Schumannjahr 2010“ (2010)

Ciro Pinsuti
- Te Deum (1859) Rekonstruktion (2013)

Ludwig van Beethoven
- Tripelkonzert in C-Dur op. 56 arr. für Klaviertrio, Bläserquintett und Streichquintett (2010)

Gustav Mahler
- Neun Lieder und Gesänge aus „Des Knaben Wunderhorn“, arr. für Stimme und Orchester (2013–2014): Um schlimme Kinder artig zu machen – Ich ging mit Lust – Aus, aus – Starke Einbildungskraft – Zu Straßburg auf der Schanz – Ablösung im Sommer – Scheiden und Meiden – Nicht wiedersehn! - Selbstgefühl; (Appendix: Es sungen drei Engel)

Franz Schreker
- Das Weib des Intaphernes (1932/1933) Melodram (Musik), arr. für Sprecher und Kammerorchester (1998)

Giuseppe Becce
Rekonstruktion, Orchestrierung und wesentliche kompositorische Ergänzung der Originalmusik zu Friedrich Wilhelm Murnaus Filmen in Zusammenarbeit mit der ZDF/ARTE-Spielfilmredaktion und der Friedrich-Wilhelm-Murnau-Stiftung. Die Filme wurden mehrfach unter der Leitung des Dirigenten Frank Strobel als „Stummfilmkonzerte“ gezeigt. Der letzte Mann erschien darüber hinaus auf DVD.
- Der letzte Mann (1924) Musik zum Film von Friedrich Wilhelm Murnau, Rekonstruktion (2002)
- Tartüff (1925) Musik zum Film von Friedrich Wilhelm Murnau, Rekonstruktion (2014/2015)

## Auszeichnungen
- 1993: Rolf-Liebermann-Opernpreis
- 2001: Bayerischer Opernpreis
- 2009: Deutscher Musikautorenpreis

Zahlreiche Stipendien, u. a. der Deutschen Akademie Villa Massimo in Rom
- 2020: Opus Klassik, Kategorie Komponist des Jahres, für Oceane